# T42中型戰車
T42型90毫米主炮戰車（英語：90mm Gun Tank T42）是美國於1948年開始研製的一種實驗性中型戰車，它是以T37型戰車設計改良放大而成。計畫中，這款戰車將裝備一門T119 90毫米主炮，動力則是沿襲T37為一具AOS-895-3六對向汽缸氣冷式增壓引擎。1948年12月2日時，軍備技術委員會第32529號會議紀錄（Ordnance Technical Committee Minutes, OTCM）要求研發一款重36噸，且擁有與M46戰車裝甲相當的新型中戰車；T42即是該研發項目下的第一號產品。然而，由於引擎馬力不足（僅能輸出500匹馬力），委員會隨後表達了對這款戰車性能恐不如預期的憂慮。
在1951至1952年間，美國打造了6輛T42在亞伯丁測試場測評。實地測試結果更表明裝載AOS-895引擎以及CD-500變速箱的T42，其性能僅約略等同於M4A3而已；這與計畫中的設計性能相去甚遠。隨後原型車導入鋁製零件替換一些鋼質零件讓車輛減輕500磅（227公斤），並以升級的發動機與變速箱改善機動力，測試雖然符合了合約要求的技術規格，但是性能（尤其是動力方面）仍無法讓野戰部隊接受，因此，T42計畫最終於1953年被正式中止。

## 衍生型號
- T69：裝備T178 90毫米線膛炮與自動裝彈機，並使用搖擺式炮塔的版本。[4]
- T87：T42的升級方案，其中包含以鑄造裝甲建造車體，並使用新式履帶。[4]

### 圖書
- Hunnicutt, R.P. . Presidio. 1984. ISBN 0891412301.